# Procladius riparius
Procladius riparius är en tvåvingeart som först beskrevs av Malloch 1915.  Procladius riparius ingår i släktet Procladius och familjen fjädermyggor. Inga underarter finns listade i Catalogue of Life.